# FC Bitburg
Der FC Bitburg ist der Fußballverein der Stadt Bitburg. 1919 wurde er unter dem Namen SV 1919 Bitburg gegründet, später jedoch umbenannt.

## Männerfußball
Die Fußball-Herren traten 1956 erstmals ins regionale Rampenlicht, als in der damals drittklassigen Amateurliga Rheinland-West als Aufsteiger 1956/57 sofort Meister wurden. Der Aufstieg in die Zweitklassigkeit gelang jedoch nicht. Nach einem dritten Platz 1957/58 erfolgte am Ende der Saison 1959/60 wieder der Abstieg. In der Saison 1967/68 spielten sie erneut in der Amateurliga Rheinland, konnten dieses Mal die Klasse jedoch nicht halten und stiegen sofort ab. Besser lief es zunächst bei der dritten Rückkehr in die rheinländische Amateurliga. Über den sechsten Platz als Aufsteiger 1974/75 und den dritten Platz 1975/76 erreichten sie 1976/77 sogar den zweiten Platz. Dieser berechtigte zur Teilnahme an der deutschen Amateurmeisterschaft. Nachdem die Bitburger sich in der ersten Runde gegen den FV Eppelborn durchsetzen konnten, waren die Amateure der Fortuna Düsseldorf in der zweiten Runde Endstation. Die Einführung der Amateur-Oberliga für Rheinland-Pfalz und Saarland (Südwest) setzte für die Saison 1977/78 erneut eine sehr gute Platzierung für die Qualifikation voraus. Doch ausgerechnet in der entscheidenden Spielzeit landeten die Bitburger nur auf einem zehnten Tabellenplatz und mussten in die Viertklassigkeit zurückkehren.
In das überregionale Rampenlicht kehrten die Männer des FC Bitburg nur noch einmal kurz 1987/88 zurück, als sie den Rheinlandpokal gewannen und sich damit für den DFB-Pokal qualifizierten. In der 1. Hauptrunde der Saison 1988/89 trafen sie auf den SV Saar 05 Saarbrücken. Vor heimischem Publikum verlor die Mannschaft mit 1:3, obwohl der FC bis zur Halbzeit mit 1:0 führte. 
In der Saison 2022/23 belegte die 1. Herrenmannschaft den 1. Platz in der Rheinlandliga des Fußballverbands Rheinland und stieg somit in der Saison 2023/24 erstmalig in die Fußball-Oberliga Rheinland-Pfalz/Saar (5. Liga) auf. In der Folgesaison 2023/24 folgte allerdings als Tabellenletzter der sofortige Wiederabstieg in die Rheinlandliga.

## Frauenfußball
Die Frauenmannschaft wurde 1992 gegründet. 1998 schaffte die Mannschaft den Aufstieg in der Regionalliga Südwest, die damals zweithöchste Spielklasse. Nach nur einem Jahr stieg die Mannschaft wieder ab. Nach mehreren Jahren in der Rheinlandliga schaffte man 2008 den Wiederaufstieg in die Regionalliga. Nach einer Saison folgte der sofortige Wiederabstieg. 2013 gelang erneut die Rückkehr in die Regionalliga. 2010 gelang mit dem 3:2-Endspielsieg gegen den klassenhöheren Regionalligisten 1. FFC Montabaur eine große Überraschung im Rheinlandpokal, gleichzeitig bedeutete der Sieg die Teilnahme an der 1. Runde des DFB-Pokals der Frauen. Hier unterlag man dem Zweitligisten FV Löchgau vor 400 Zuschauern mit 0:3.
In der Verbandsliga Rheinland erreichte die 1. Frauenmannschaft bisher drei 2. Plätze. Seit 2007 gibt es eine 2. Frauenmannschaft, die innerhalb von fünf Jahren viermal die Bezirksmeisterschaft gewinnen konnte. In der Saison 2013/14 startet zudem erstmals eine 3. Mannschaft im Wettbewerb. Seit 1998 gibt es Juniorinnenfußball im FC Bitburg, in der aktuellen Saison spielen 4 Juniorinnenmannschaften im FC Bitburg (E-, D-, C- und B-Juniorinnen). Die B-Juniorinnen wurden 2011/12 erstmals Rheinlandmeister.
Derzeitige Spielklasse ist die Bezirksliga West (5. Liga) des  FV Rheinland, nachdem die Mannschaft im Sommer 2021 freiwillig aus der drittklassigen Regionalliga Südwest zurückzog. 2024 wurden die Frauen des FC Bitburg Meister der Rheinlandliga, verzichteten jedoch auf ihr Recht zum Aufstieg in die Regionalliga Südwest.

## Ehemalige Spieler
Der bekannteste Spieler, der aus der Jugend des FC Bitburg hervorging, war der spätere Bundesligaprofi Edgar Schmitt. Bei den Frauen spielten jahrelang die beiden luxemburgischen A-Nationalspielerinnen Jessica Berscheid und Anne Bourg.